# Cherry Island (Loch Ness)
Cherry Island (schottisch-gälisch: Eilean Muireach) ist eine künstliche Insel (Crannóg) aus der Bronzezeit im See Loch Ness. Sie liegt etwa 140 m vom Ufer entfernt am südwestlichen Ende des Sees unweit von Fort Augustus.
Heute ist von Cherry Island nur noch ein kleiner Teil ihres ursprünglichen Umfangs (etwa 50 m) sichtbar. Ein Großteil wurde überflutet, als zu Beginn des 19. Jahrhunderts der Wasserstand im Loch Ness für den Bau des Kaledonischen Kanals angehoben wurde. Im 15. Jahrhundert diente die Insel als Standort für eine Burg, von der heute nicht einmal mehr Ruinen zu sehen sind.
Neben Cherry Island existierte vor der Anhebung des Wasserstands ein zweiter Crannóg, Dog Island. Dieser wurde aber beim Bau des Kaledonischen Kanals vollständig überflutet.